# Solkyla
Solkyla betecknar tekniken att använda energin i solstrålning för att kyla en byggnad. Tekniken kan bestå av att kombinera solceller och en traditionell eldriven kompressorkylmaskin (sådan som finns i kylskåp) eller att kombinera solfångare och en värmedriven kylprocess som använder sorption, absorption eller adsorption. Absorptionskylmaskiner är vanligast.

## Utveckling
Solkylans utvecklingspotential ligger i att öka utbytet av kyla från och minska storleken/kostnaden för absorptionskylmaskiner.
Sverige första solkyleanläggning lanserades 2010 på Närvården i Härnösand. Anläggningen kombinerar hybridsolfångare, som ger både el och värme, med energilagring i salt som sedan omvandlas till kyla.